# オガコウモリ
オガコウモリ（学名：Parasenecio ogamontanus）は、キク科コウモリソウ属の多年草。2005年新種記載種。

## 特徴
根茎は横走する。茎はやや直立し、または斜上し、上部でわずかにややジグザグ状に屈曲して、高さは35-80cmになる。葉は3-6個が互生し、茎の中部につく葉は草質で、葉身は扁五角形状腎形になり、長さ6-12cm、幅9-16cm、ごく浅く5裂し、裂片の先端は本種の属するコウモリソウ属の他の種のように尾状に長くとがらず、縁に粗い鋸歯があり、基部は広心形になる。葉柄は長さ3.5-8cmになり、翼があり、基部は茎を抱いて小さな「耳」があり、葉鞘は円筒形とはならない。
花期は9月。頭状花序は9-20個、またはそれ以上が総状または円錐状につき、1頭花は5-9個の筒状花で構成されており、花冠は黄白色で、長さは7mmになる。総苞は狭筒型で長さ約10mm、総苞片は1列で5-6個、まれに7個あり、総苞片は卵形から披針形で先端はとがり、長さ約10mm、幅2-3mmになる。果実は円柱形で長さ6-7mmになる痩果となり、稜が目立ち無毛。冠毛は白色で長さ5-6mmになる。

## 分布と生育環境
日本固有種。本州の秋田県男鹿山地の特産で、ブナ林の林床に生育する。

## 名前の由来
和名はオガコウモリ。タイプ標本の採集地は秋田県男鹿半島毛無山とその芦ノ倉沢であり、ホロタイプ（正基準標本）・アイソタイプ（副基準標本）共に国立科学博物館の筑波実験植物園に所蔵されている。
種小名（種形容語）ogamontanus は、oga-montanus の意味で、「男鹿山の」「男鹿の山地生の」の意味。
和名、学名ともに、門田裕一 (2005年) による記載命名。

## 新種記載
秋田県の植物研究家である堀井雄治郎によって発見され、門田裕一が2005年に新種記載した。秋田県男鹿半島芦ノ倉沢で2004年9月に採集したものをタイプ標本とした。

## 分類
本種は、東北地方の日本海側山地に分布するコバナノコウモリソウ Parasenecio chokaiensis によく似る。同種の葉身は扁三角形状腎形で円みがあって5浅裂し、葉柄に翼がないかあっても狭いが、本種の葉身は偏五角状腎形で、極く浅く5裂し、葉柄に翼がある。葉裂片の先端が短くとがり、他の種のように先端が尾状に長くとがらない点は共通している。
また、葉柄に翼があり、基部が茎を抱く点では、東北地方の太平洋側に分布するハヤチネコウモリ P. hayachinensis に以ているが、同種の葉身は葉裂片の先端が尾状に長くとがり、本種とは明瞭に区別される。
さらに、本州の日本海側に偏って分布するオオカニコウモリ P. nikomontanus とは葉身が偏五角状腎形となる点では似ているが、同種は、葉柄に翼がなく、基部が茎を抱かない。同種は花序が散房状になる別の一群の植物であり、総苞が細い点でも異なっている。

## 種の保全状況評価
絶滅危惧II類 (VU)（環境省レッドリスト）
（2020年、環境省）

「秋田県の絶滅のおそれのある野生生物 秋田県版レッドデータブック２０１４－維管束植物－」においては、情報不足（DD）- 評価するだけの情報が不足している種とされ、「分布局限と見られるが（秋田）県内での調査が十分でなく情報が不足している」とされている。

## ギャラリー

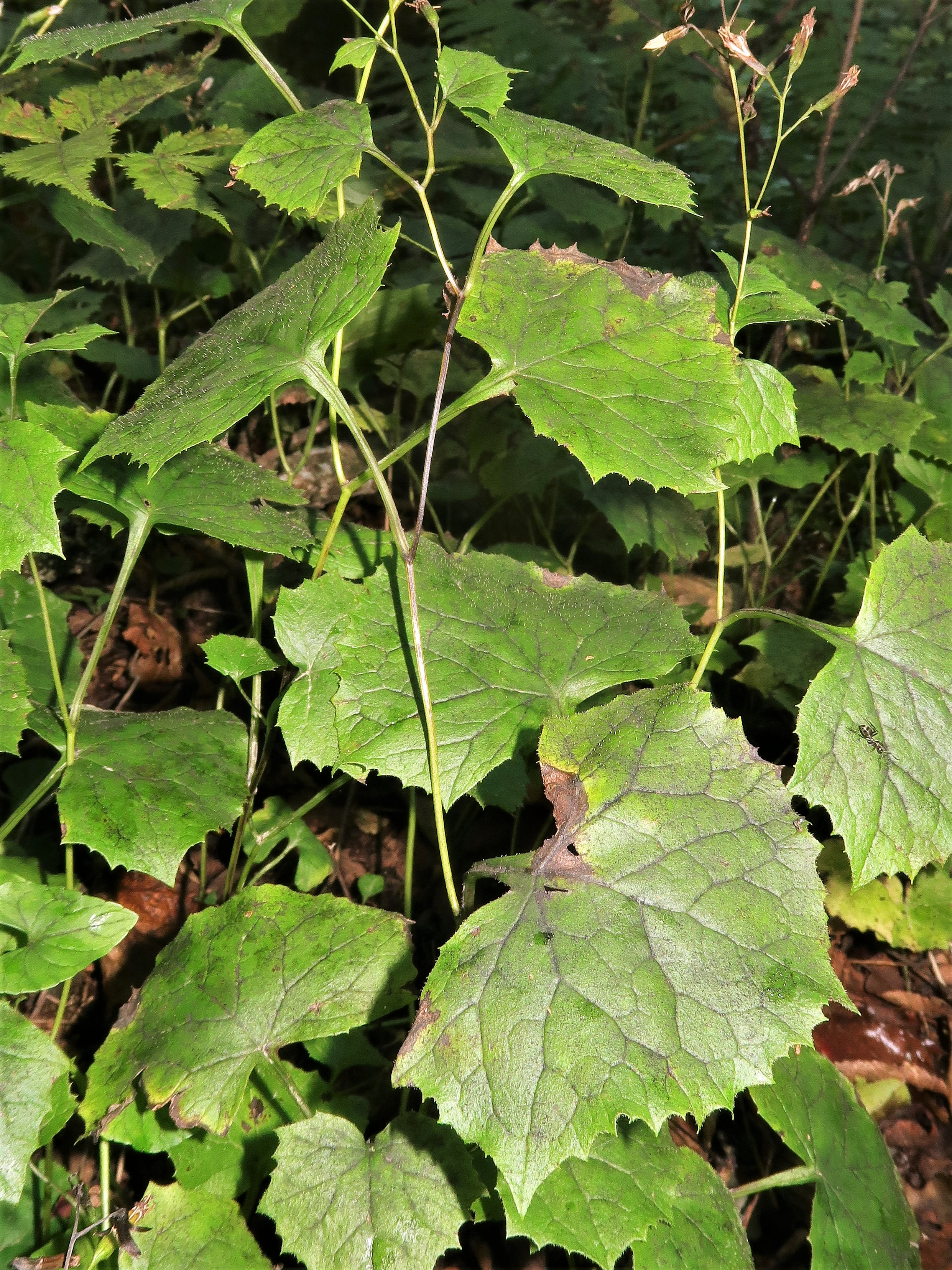
茎は直立するかやや斜上し、上部でわずかにややジグザグ状に屈曲する。葉は3-6個が互生する。
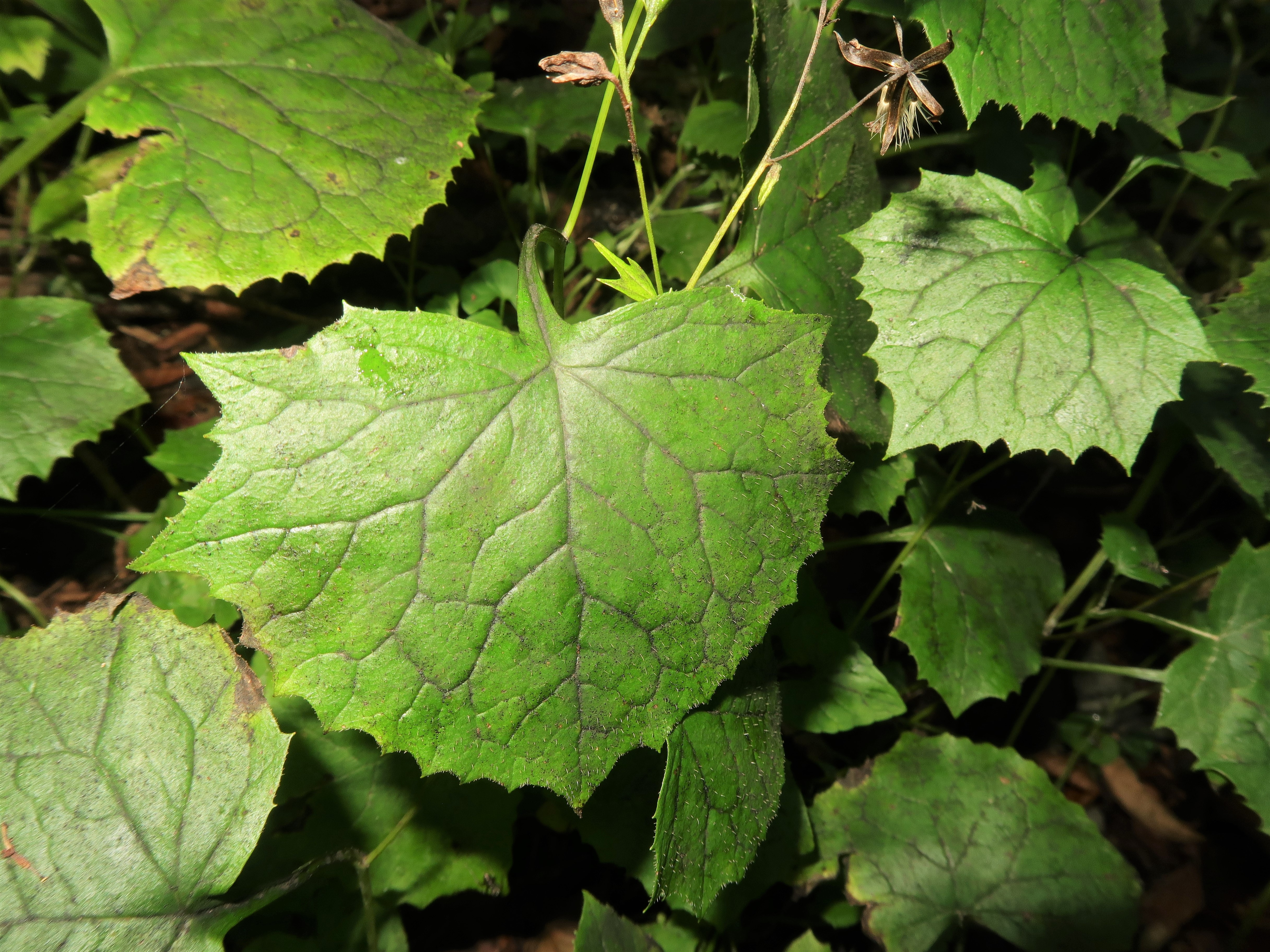
葉身は扁五角形状腎形になり、ごく浅く5裂し、裂片の先端は尾状に長くとがらず、縁に粗い鋸歯があり、基部は広心形になる。葉柄には翼がある。
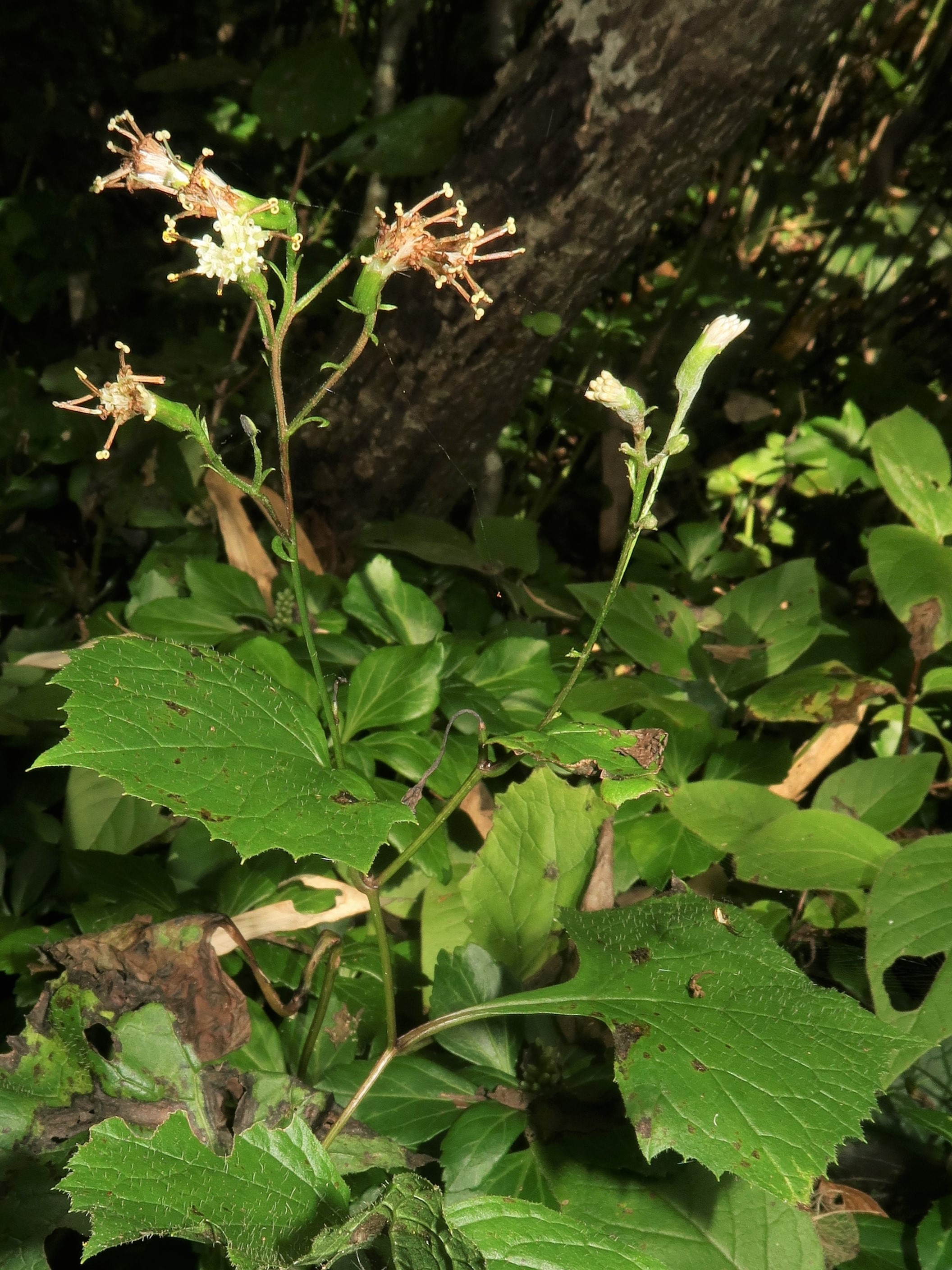
頭花は総状または円錐状につく。
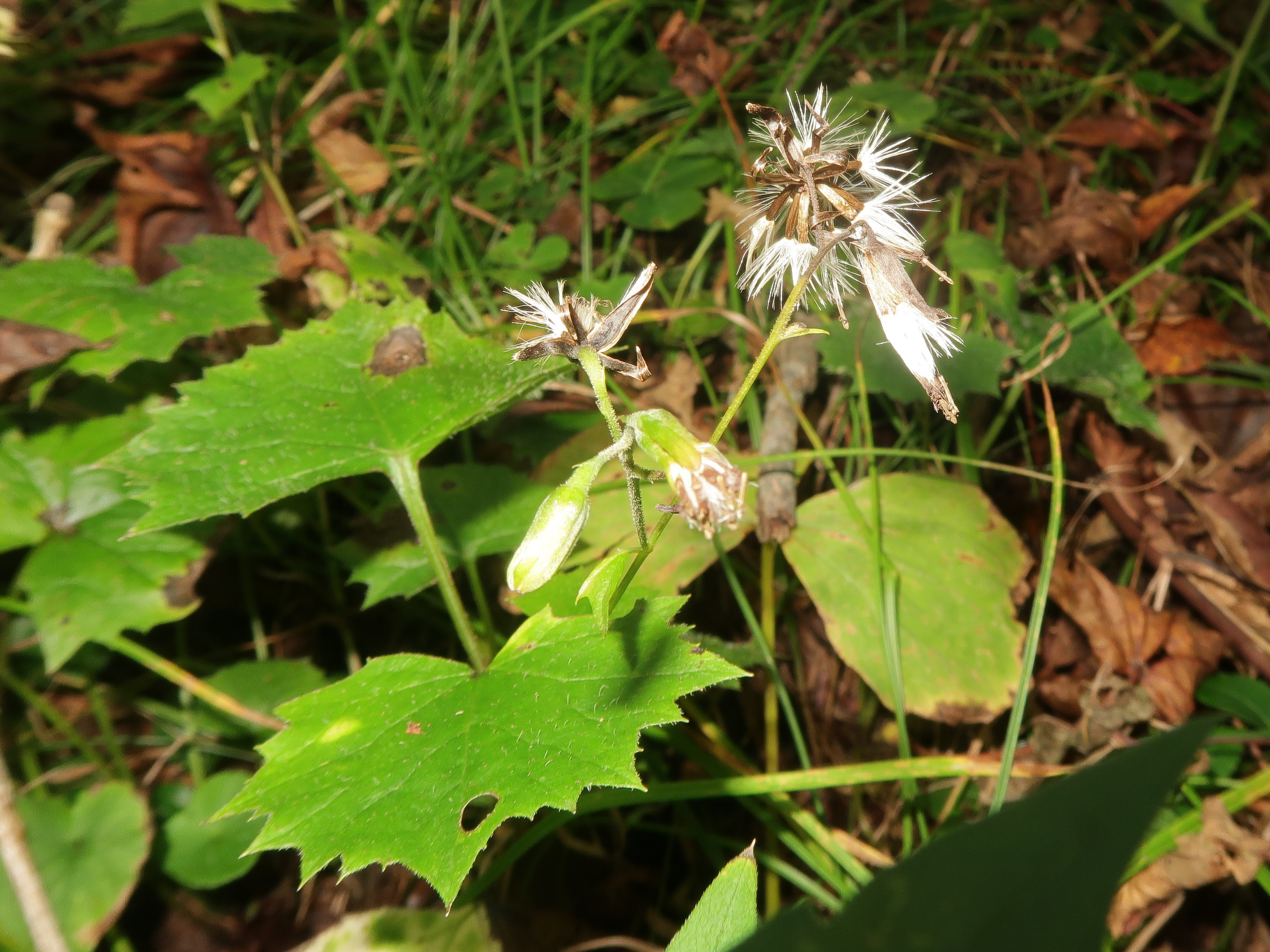
果実は円柱形、稜が目立ち、冠毛は白色になる。